# John Cookman
John Emory Cookman (Englewood, 2 settembre 1909 – Plattsburgh, 19 agosto 1982) è stato un hockeista su ghiaccio statunitense.

## Palmarès

### Olimpiadi invernali
- Argento a Lake Placid 1932 nell'hockey su ghiaccio.